# きつねダンス

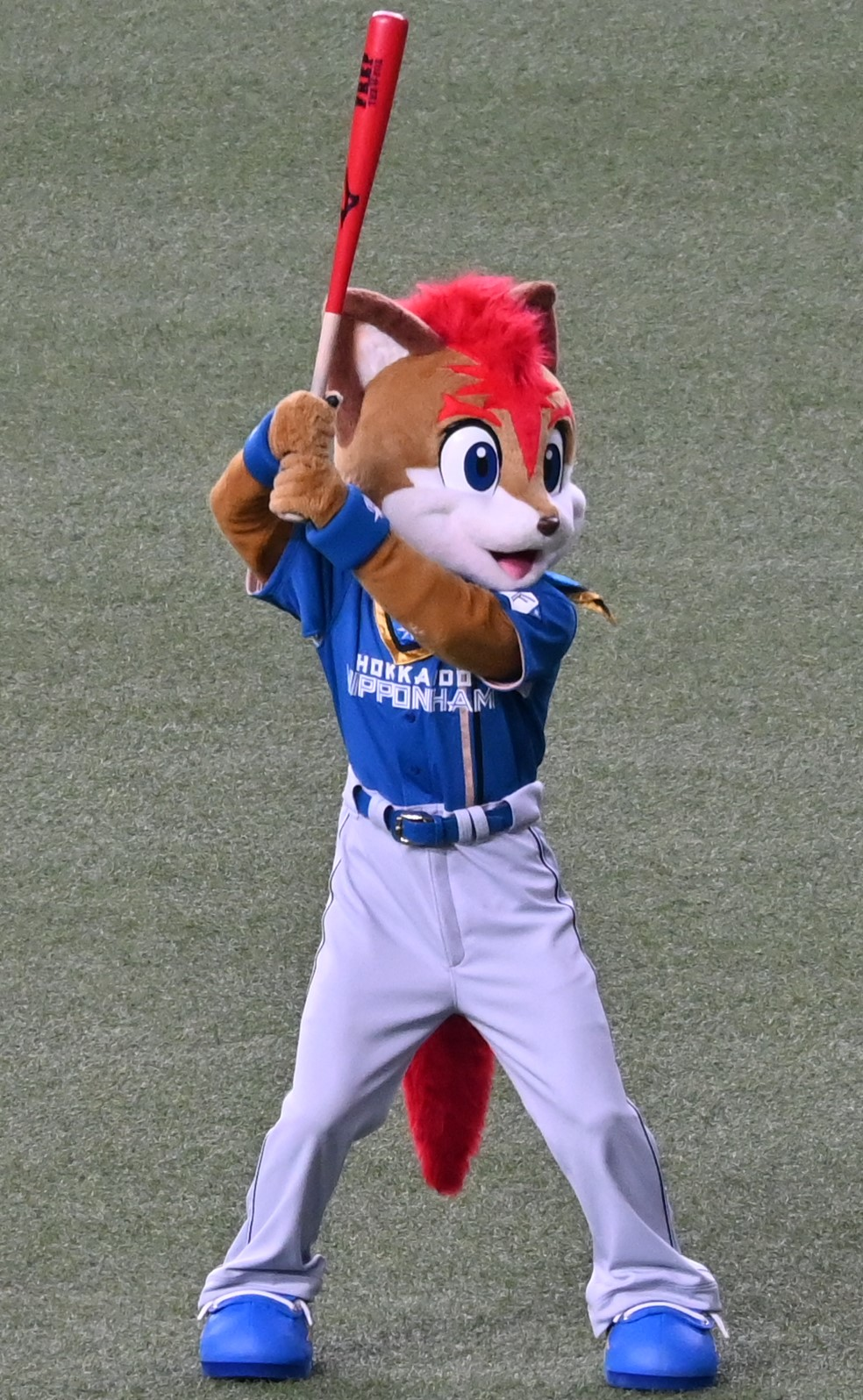
マスコットキャラクターのフレップ

きつねダンスは、北海道日本ハムファイターズを応援するファイターズガールが、ホームゲーム（主に札幌ドーム→エスコンフィールドHOKKAIDO）でのイニング間に「みみカチューシャ」と「しっぽ」を付けて「The Fox」に合わせて踊るチアダンス。「The Fox」は、ノルウェーの男性コメディアン兄弟によるデュオ「Ylvis」（イルヴィス）のキツネを題材にした曲。

## 概要
発案者は元ファイターズガールで現在球団職員の尾暮沙織。2020年に「The Fox」の動画に釘付けとなり、同曲をファイターズガールのダンスに使用するアイデアを温めていた。2022年シーズンから日本ハムの監督が栗山英樹から新庄剛志に交代するのを機に球団のロゴやユニホームなどを一新することになり、尾暮は新しい演出として、同球団のマスコットでキタキツネをモチーフとした「フレップ」が主役となる出し物を提案し、採用された。
ダンスの初お披露目は、2022年3月31日の対埼玉西武ライオンズ3回戦だった。きつねダンスのパフォーマンスを開始した時点ではそれほど注目されはしなかった。しかし、ファイターズとパ・リーグTVはそれぞれの公式動画サイトにファイターズ所属選手などがきつねダンスを踊る動画を投稿してから注目を集め、観客や対戦チームがダンスに合わせて踊るようになり、球団やスポーツの枠を越えて人気を集めるようになった（後述）。
きつねダンスはキツネの耳カチューシャとしっぽを付けて踊るが、初お披露目から2022年7月半ばまでは耳カチューシャのみを付けて踊っていた。同年7月16日の対埼玉西武ライオンズ14回戦からキツネのしっぽも付けて踊るようになり、同月22日に放送されたABEMAの『バズ!パ・リーグ』では、きつねダンスが進化を遂げたことを紹介した。
2022年8月、ファイターズは同年9月19日に開催される対千葉ロッテマリーンズ23回戦を「きつねダンスDAY」とし「The Fox」制作元のYlvisも初来日した上でファイターズガールと共にパフォーマンスを行うと発表した。当日は試合開始前にファイターズガールを含めた総勢300名できつねダンスが披露され、Ylvisが「The Fox」を熱唱した。
2022年9月20日にはワニブックスから書籍『フレップとファイターズガールがおしえる きつねダンス公式振り付けBOOK』が発売された。

振り付けの一部
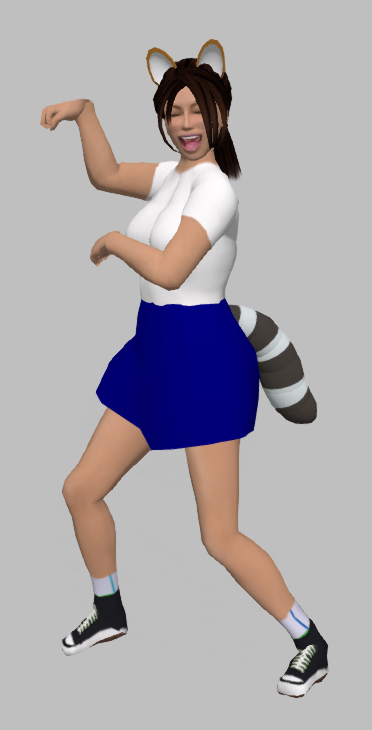
原曲のMVにも登場するポーズ

## 反響

### 野球
同じパシフィック・リーグ（パ・リーグ）のオリックス・バファローズ（BsGirls）もきつねダンスに対してたぬきダンスのパフォーマンスを取り入れ、パ・リーグの公式YouTubeチャンネルは「北のきつね」と「なにわのたぬき」と銘打ってYouTubeへ投稿した。後にファイターズガールとBsGirlsが競演している2つの動画が公開され、合計で40万の再生回数を記録した。
通常のプロ野球中継ではイニング間はコマーシャル（CM）が放送されるが、きつねダンスはCMを放送せずダンスパフォーマンスがノーカットで放送されることがあった。公共放送の日本放送協会（NHK）でもイニング間に『NHKニュース』や『BSニュース World+Biz』を放送したため、生放送できつねダンスを放送しなかったが、きつねダンスを目的として野球中継を視聴しているファンに配慮して、後にVTRで放送したケースもある。
2022年7月に行われたオールスターゲームでは、パ・リーグ全6球団のチアガールやマスコットなどがきつねダンスを披露したが、テレビ中継ではCMによってきつねダンスが放送されなかったことにより、多くの視聴者からCMを入れず、イニング間のパフォーマンスを放送することを望む声がSNSに投稿された。また、同月に開催された第93回都市対抗野球大会では北海道ガスのチアガールがきつねダンスを披露した。
2022年8月4日、アイドルグループ・乃木坂46の現役メンバーで唯一北海道の出身でもある金川紗耶が、札幌ドームでの試合のイニング間にファイターズガールと一緒にきつねダンスを披露した。2023年も4月1日に同年シーズンから新しい本拠地となったエスコンフィールドHOKKAIDO（北広島市）でのホームゲームにゲスト来場し、きつねダンスを披露している。
2022年8月5日には、海を越えて台湾のプロ野球チーム・楽天モンキーズでも同球団公式チアチームの楽天ガールズがきつねダンスを披露した。楽天モンキーズの運営会社は、北海道日本ハムファイターズと同一リーグ（パ・リーグ）の東北楽天ゴールデンイーグルスを運営している楽天グループではあるが、ファイターズが全面協力しておりきつねの耳も楽天ガールズに提供している。
2022年8月9日、第104回全国高等学校野球選手権大会では、札幌大谷高等学校（南北海道）が対二松學舍大学附属高等学校（東東京）戦において、札幌大谷の5回攻撃の際にアルプススタンドでチアダンス部と野球部の控え部員がきつねダンスを披露した。
2022年8月27日、元宝塚歌劇団所属で女優の真飛聖が3回終了後、きつねの耳と尻尾をつけてファイターズガールとともに「きつねダンス」を披露した。
2022年11月9日と10日に行われた野球日本代表「侍ジャパン」の強化試合（対オーストラリア代表）でも同試合が札幌ドームで行われたことから、ファイターズガールによるきつねダンスが披露された。
2023年7月4日と5日に福岡PayPayドームで行われた福岡ソフトバンクホークスの主催試合（対北海道日本ハムファイターズ戦）にチア交流の一環として、ファイターズガールが招待され、ソフトバンクホークスの公式チアチームであるハニーズと共にきつねダンスを披露した。なお、同年8月5日と6日にエスコンフィールドHOKKAIDOで行われたファイターズの主催試合（対ソフトバンク戦）において、今度はハニーズがマスコット・チア交流の一環として同球場を訪問し、ソフトバンクホークス球団マスコットのハリーホークやファイターズガールなどと一緒にきつねダンスを披露している。
2023年7月8日と9日に行われた対千葉ロッテマリーンズ戦ではビジター応援デーの一環として、同球団の公式チアチームであるM☆Splash!!が来場し、ファイターズガールと一緒にきつねダンスを披露した。
2023年7月22日（日本時間同月23日）にアメリカのサマーリーグ球団であるサバンナ・バナナズの試合できつねダンスが披露された。これは元ファイターズ選手の杉谷拳士がサバンナ・バナナズを訪問したことによるもので、打席が杉谷の出番になった際に「The Fox」の音楽が球場内に流れ、杉谷と同球団の選手達が共に踊ったためである。

### サッカー
きつねダンスは野球以外のスポーツにも広がり、サッカーのJリーグではファイターズ運営会社の日本ハムがスポンサーとなっているセレッソ大阪で披露され、セレッソガールがヨドコウ桜スタジアムに派遣されたファイターズガールと共に踊った。

### 競馬
2022年11月27日、ジャパンカップが開催された東京競馬場にファイターズガールが来場。観衆の前できつねダンスを披露した。

### バスケットボール
2022年12月17日、ジャパン・プロフェッショナル・バスケットボールリーグ（Bリーグ）のレバンガ北海道対広島ドラゴンフライズが行われた北海道立総合体育センター（北海きたえーる）にファイターズガールが来場し、パシスタスピリッツやゲストとして来場していた金川紗耶とともにきつねダンスを披露した。

### テレビ番組
北海道出身で俳優の大泉洋も、自身が出演する連続ドラマ『元彼の遺言状』（フジテレビ制作）の中できつねダンスを踊るシーンが放送された。
2022年8月14日放送のバラエティ番組『行列のできる相談所』（日本テレビ制作）では、俳優の村山輝星の紹介でファイターズガールがゲスト出演し、同番組の出演者と共にきつねダンスを踊った。
2022年9月11日に放送された特別番組『FNSラフ&ミュージック2022〜歌と笑いの祭典〜』（フジテレビ制作）の第2夜では、前述の札幌ドームできつねダンスを披露した金川紗耶を含む乃木坂46のメンバー6名が同番組においてきつねダンスを踊った。なお、同番組にはファイターズ監督の新庄も急遽ゲスト出演したため、新庄の前できつねダンスを披露したことになった。
2022年9月20日に放送された音楽番組『うたコン』（日本放送協会（NHK）制作）にファイターズガール6名がゲスト出演し、前述のイベントに合わせて来日したYlvisと共にきつねダンスを披露。
2022年9月23日に放送された音楽番組『ミュージックステーション』（テレビ朝日制作）にファイターズガール6名がゲスト出演し、Ylvisと共にきつねダンスを披露した。
2022年10月6日にNHK Eテレで放送された教育番組『天才てれびくんhello,』にファイターズガールが出演し、きつねダンスを披露した。
2022年11月10日に放送された『ベストヒット歌謡祭2022』（読売テレビ制作）では、X JAPANのToshiが「The Fox」を歌い、ファイターズガールが曲に合わせてきつねダンスを披露した。
2022年11月20日に放送された『誰も知らない明石家さんま』（日本テレビ制作）では、ファイターズガールが出演し、明石家さんまと共にきつねダンスを披露した。
2022年12月11日に放送された『中居正広のプロ野球珍プレー好プレー大賞2022 おかげ様で40周年! 珍プレーよ永遠に…SP』（フジテレビ制作）では、ファイターズガールが出演し、フジテレビアナウンサーの堤礼実と共にきつねダンスを披露した。
2022年12月11日に放送された『うわっ!ダマされた大賞』（日本テレビ制作）ではファイターズガールが出演し、番組内でのイベントの一環としてきつねダンスを披露した。
2022年12月31日に放送の『第73回NHK紅白歌合戦』（NHK制作）では山内惠介が「恋する街角」を歌唱中にファイターズガールや乃木坂46のメンバーがきつねダンスを披露した。また、日向坂46が「キツネ」を歌唱中に山内とファイターズガールがシーンを盛り上げた。
2022年12月31日から2023年1月1日にかけて放送された『ゆく年くる年』（NHK制作）では2023年シーズンからファイターズの新本拠地となるエスコンフィールドHOKKAIDOと共にファイターズガールによるきつねダンスが紹介された。
2023年1月2日に放送された『夢対決2023 とんねるずのスポーツ王は俺だ!!』（テレビ朝日制作）の「リアル野球BAN」にファイターズガールがゲスト出演し、2022年シーズンをもって引退した元ファイターズ選手の杉谷拳士と共にきつねダンスを披露した。
2023年1月6日に放送された『クイズ!あなたは小学5年生より賢いの?』（日本テレビ制作）にファイターズガールがゲスト出演し、きつねダンスを披露した。
2023年1月8日に放送された『超プロ野球 ULTRA』（読売テレビ制作）にファイターズガールがゲスト出演し、ファイターズ選手の上沢直之や横浜DeNAベイスターズ選手の牧秀悟、ジャングルポケットの斉藤慎二と共にきつねダンスを披露した。

### ノミネート・受賞
2022年11月4日に2022ユーキャン新語・流行語大賞のノミネートが発表され、「きつねダンス」が候補入りとなった。同年12月1日、同大賞のトップテンに選出され、ファイターズ スポーツ&エンターテイメントが受賞した。
2024年5月31日から6月2日にかけての日本ハムと横浜DeNAベイスターズの交流戦期間中、DeNAの桑原将志が連日にわたってベンチ内で白目を剥きながら誇張しすぎたきつねダンスを披露し、話題を呼んだ。同年12月5日放送の『中居正広のプロ野球珍プレー好プレー大賞』でこのダンスが取り上げられ、同年の珍プレー大賞に選出された。また、パ・リーグTVでもこのダンスを取り上げており、同月15日発表のパテレアワードで桑原がチャンネル登録大賞を受賞した（セ・リーグ選手唯一の受賞者）。